# 康允成
康允成（こう・いんせい、カン・ユンソン(朝鮮語: 강윤성)）は、高麗の文官。李氏朝鮮初代王・李成桂の第二夫人・神徳王后の父である。本貫は元々信川、神徳王后が李成桂と結婚した後は谷山。

## 概略
康允成は、忠恵王時代に文科及第した後、翰林学士・門下賛成事まで登りつめ、高麗政権における一大勢力を成す。
李成桂が、康允成の娘を夫人として娶ったのは、李成桂自身が地方の土豪の出身であるため、康允成の娘を娶ることにより中央政界の足掛かりを築くためだった。 

## 家系
中国の陝西省京兆郡出身の康叔の次男の67代子孫の康虎景の14代子孫である康之淵（高麗で扈從功臣を務める）の6代子孫である。

## 王氏高麗との血縁関係
中国の陝西省京兆郡出身の康叔の次男の67代子孫の康虎景の息子が康忠であり、康忠は、伊帝健・宝甸・康宝育の3人の子を授かる。康宝育は姪の康徳州を娶り娘の康辰義をもうけ、その康辰義と中国人とのあいだに生まれたのが王帝建である。王帝建の父の中国人は中国唐の皇族で、『編年通録』と『高麗史節要』では粛宗、『編年綱目』では宣宗である。父の中国人が新羅に来た時に、康宝育の娘の康辰義との間に王帝建は生まれた。王帝建は、父を探しに唐に行くため黄海を渡河していた途上、西海龍王の娘の龍女（後の元昌王后）と出会い、王帝建は、西海龍王の娘の龍女（後の元昌王后）の駙馬となる。『聖源録』によると、西海龍王の娘の龍女（後の元昌王后）というのは、中国平州出身の頭恩坫角干の娘である。そして王帝建と西海龍王の娘の龍女（後の元昌王后）との間に息子の王隆が生まれた。その王隆の息子が高麗の初代王王建である。